# Canton de Vitry-sur-Seine-Est
Le canton de Vitry-sur-Seine-Est est une ancienne division administrative française située dans le département du Val-de-Marne et la région Île-de-France.
Il a été supprimé en 2015, à l'occasion de la création des cantons de Vitry-sur-Seine-1 et Vitry-sur-Seine-2.

## Géographie
- Le canton Vitry-sur-Seine-Est se trouvait au bord de la Seine.

## Histoire
La commune de Vitry-sur-Seine est divisée, lors de la mise en place du département du Val-de-Marne, pour former les cantons de Vitry-sur-Seine-Ouest et Vitry-sur-Seine-Est par le décret du 20 juillet 1967 .
Les deux cantons sont redécoupés par le décret du 20 janvier 1976.
Ces deux cantons sont à nouveau modifiés par le décret du 24 décembre 1984, qui les rescinde en trois cantons, Vitry-sur-Seine-Ouest, Vitry-sur-Seine-Nord et Vitry-sur-Seine-Est
Un nouveau découpage territorial du Val-de-Marne entré en vigueur à l'occasion des premières élections départementales suivant le décret du 17 février 2014. Les conseillers départementaux sont, à compter de ces élections, élus au scrutin majoritaire binominal mixte. Les électeurs de chaque canton élisent au Conseil départemental, nouvelle appellation du Conseil général, deux membres de sexe différent, qui se présentent en binôme de candidats. Les conseillers départementaux sont élus pour 6 ans au scrutin binominal majoritaire à deux tours, l'accès au second tour nécessitant 12,5 % des inscrits au 1er tour. En outre, la totalité des conseillers départementaux est renouvelée. Ce nouveau mode de scrutin nécessite un redécoupage des cantons dont le nombre est divisé par deux avec arrondi à l'unité impaire supérieure si ce nombre n'est pas entier impair, assorti de conditions de seuils minimaux. Dans le Val-de-Marne le nombre de cantons passe ainsi de 49 à 25.
Dans ce cadre, les trois anciens cantons de Vitry sont supprimés afin de créer les nouveaux cantons de Vitry-sur-Seine-1 et Vitry-2.

## Administration

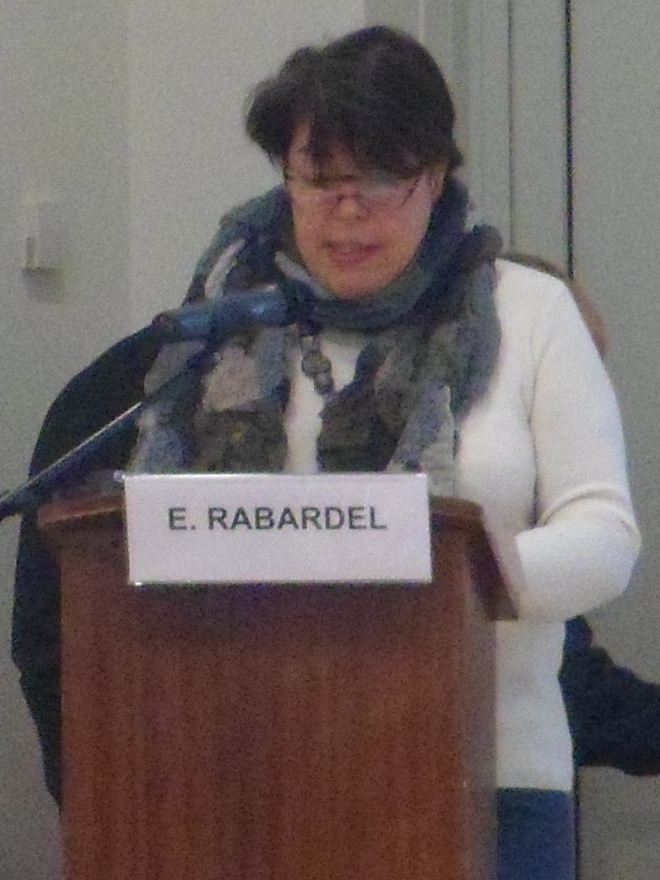
Evelyne Rabardel, en 2012.

| Période | Période | Identité         | Étiquette | Qualité |
| ------- | ------- | ---------------- | --------- | --- |
| 1967    | 2001    | Michel Germa     | PCF       | Ouvrier imprimeur-typographe Président du Conseil général (1976 → 2001)                                                                                      |
| 2001    | 2015    | Évelyne Rabardel | PCF       | Enseignante Conseillère municipale de Vitry-sur-Seine Vice-présidente du Conseil général Conseillère départementale du canton de Vitry-sur-Seine-2 (2015 → ) |

## Composition

### Période 1967 - 1976
Le canton était constitué, selon la toponymie du décret de 1967, par la partie Est de la commune de Vitry-sur-Seine délimitée à l'Ouest par l'axe de la rue Louise-Aglaé-Cretté, l'axe de la rue Henri-Barbusse (jusqu'à la rue de Montebello), la rue de Montebello (exclue, jusqu'à la rue du Château), l'axe de la rue de Montebello (jusqu'à la place de l'Eglise), le côté Ouest de la place de l'Eglise, l'axe de la rue Charpentier jusqu'à la place du Petit-Vitry contournée à l'Est, l'axe de la rue Camille-Groult (jusqu'à la rue de la Chapelle-aux-Granges), l'axe des rues de la Chapelle-aux-Granges, Camille-Blanc, Albert-Thomas et de l'avenue Rouget-de-Lisle ».
Le surplus de la commune constituait le canton de Vitry-sur-Seine-Ouest

### Période 1976 - 1984
Après la modification des limites des deux cantons de Vitry, le canton de Vitry-sur-Seine-Est était alors constitué, selon la toponymie du décret de 1976, par la partie est « de la commune de Vitry-sur-Seine délimitée à l'Est par l'axe des voies ci-après : rue Louise-Aglaé-Cretté, rue Henri-Barbusse, rue de Montebello, rue du Château, rue Audigeois, avenue Maximilien-Robespierre, avenue Youri-Gagarine, avenue Rouget-de-Lisle »

### Période 1984 - 2015
Les deux cantons de Vitry ayant été rescindés en 1984 pour créer trois cantons, le nouveau canton de Vitry-sur-Seine-Est est désormais constitué, selon la toponymie du décret de 1984, par « la portion de territoire de la commune de Vitry-sur-Seine délimitée par les limites territoriales des communes de Choisy-le-Roi et d'Alfortville, par l'axe des voies ci-après : pont du Port-à-l'Anglais partir de la limite de la commune d'Alfortville), avenue du Président-Salvador-Allende (jusqu'à la voie ferrée de Paris à Orléans), par la voie ferrée de Paris à Orléans (jusqu'à l'avenue Gambetta), et par l'axe des voies ci-après : avenue Gambetta, avenue Paul-Vaillant-Couturier, rue Charles-Infroit, rue Louise-Aglaé-Cretté, avenue Paul-Vaillant-Couturier, rue de l'Abbé-Roger-Derry, rue Clément-Perrot, rue de la Glacière, avenue'
Youri-Gagarine et avenue Rouget-de-Lisle (jusqu'à la limite de la commune de Choisy-le-Roi) ».
Les 2 autres cantons de Vitry étaient le canton de Vitry-sur-Seine-Nord et le canton de Vitry-sur-Seine-Ouest.
| Communes                         | Population (2012) | Code postal | Code Insee |
| -------------------------------- | ----------------- | ----------- | ---------- |
| Vitry-sur-Seine, commune entière | 78 908            | 94 400      | 94 081     |

## Démographie
| 1962 | 1968 | 1975 | 1982 | 1990   | 1999   | 2009 |
| ---- | ---- | ---- | ---- | ------ | ------ | ---- |
| -    | -    | -    | -    | 27 694 | 27 812 | -    |